# Roxanne (Arizona Zervas)
Roxanne is een nummer van de Amerikaanse rapper Arizona Zervas uit 2019.
"Roxanne" won aan populariteit door de app TikTok. Zervas zei over het nummer: "Het was een liedje over een meisje dat ik wilde maar niet kon krijgen en niet nodig had". Het nummer werd een wereldwijde hit en bereikte de 4e positie in de Amerikaanse Billboard Hot 100. In de Nederlandse Top 40 werd de 5e positie gehaald, en in de Vlaamse Ultratop 50 de 11e.